# Кремпа (Малопольское воеводство)
Кре́мпа (пол. Krępa) — село в Польше в сельской гмине Голча Мехувского повета Малопольского воеводства.
Село располагается в 3 км от административного центра гмины села Голча, в 7 км от административного центра повета города Мехув и в 30 км от административного центра воеводства города Краков. Около села протекает река Голчанек, которая является правым притоком реки Шренявы.
В 1975—1998 годах село входило в состав Краковского воеводства.
На границе села располагается природный заповедник Злота-Гура.